# Artur Berson

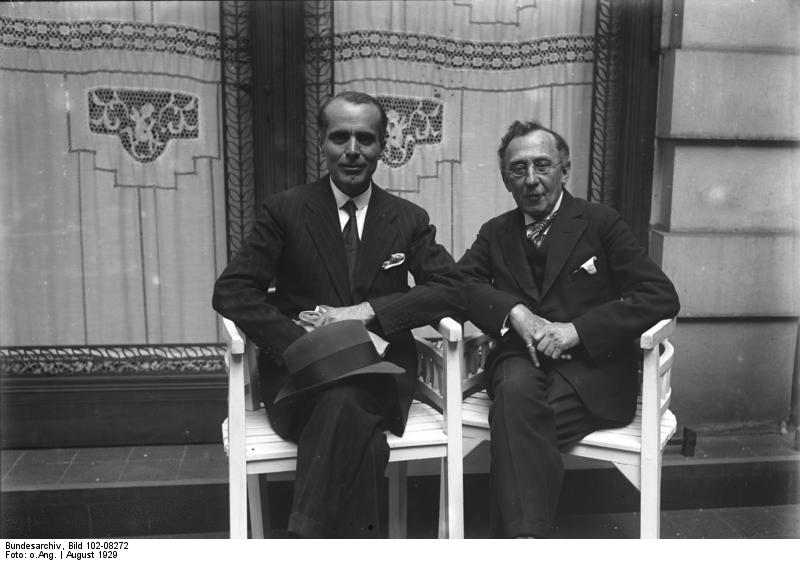
Artur Berson (po prawej) i Umberto Nobile

Artur Berson (ur. 6 sierpnia 1859 w Nowym Sączu, zm. 3 grudnia 1942 w Berlinie) – niemiecki inżynier, meteorolog, fizyk żydowsko-polskiego pochodzenia, jeden z pionierów europejskiej aeronautyki, profesor.

## Życiorys
Pierwszą naukę podjął w rodzinnym Nowym Sączu w I Gimnazjum, po czym edukację kontynuował w Wiedniu. Następnie studia meteorologiczne i geograficzne rozpoczął w Berlinie pod okiem Ferdinanda von Richthofena i Wilhelma von Bezolda. W 1890 jako asystent podjął praktykę u Richarda Aßmanna w Instytucie Meteorologicznym w Berlinie. Związany naukowo z tym miastem, był tam w latach 1896-1899 redaktorem gazety „Zeitschrift für Luftfahrt und Physik der Atmosphäre” (Czasopismo Lotnictwa i Fizyki Atmosfery).
Jako naukowiec Berson interesował się głównie rotacjami gorącego powietrza w balonach. 4 grudnia 1894 wspiął się do rekordowej wysokości 9155 metrów na pokładzie balonu z użyciem wodoru – Feniks. 10 stycznia 1902 z baloniarzem Hermanem Eliasem (1876–1955), ustalił nowy niemiecki najdłuższy dystans lotu w przełożeniu na czas, przelatując na balonie 1470 kilometrów w 30 godzin w podróży z Berlina do Połtawy.
31 lipca 1901 wraz z meteorologiem Reinhardem Süringiem podjął swoją najsłynniejszą „wycieczkę”. Zaczynając ją od podberlińskiego Tempelhof na pokładzie Preußen, obaj naukowcy osiągnęli kolejną rekordową wysokość – 10 800 metrów nad poziomem morza, co wzbudziło sensację w świecie nauki. Przyczyniło się to m.in. do szerokich badań nad problemami psychologicznymi, z którymi baloniarze musieli sobie radzić na dużych wysokościach. W badaniach tych uczestniczył także sam Artur Berson. On też, podobnie jak Nathan Zuntz, czy Hermann von Schrötter byli pionierami medycyny lotniczej, którą testowali na własnych organizmach, obszernie zajmując się choćby studiowaniem choroby dekompresyjnej.
Naukowa praca Bersona nie ograniczała się do aeronautyki w ścisłym pojęciu – zajmował się także klimatem archipelagu Svalbard, był pionierem obserwacji meteorologicznych w Niemieckiej Afryce Wschodniej, prowadził także badania nad klimatem Niziny Amazonki.
Artur Berson jest autorem monumentalnego trzytomowego dzieła pt. Wissenschaftliche Luftfahrten („Loty naukowe”).